# Ulica Dworcowa w Janikowie
Ulica Dworcowa w Janikowie — jedna z głównych ulic w Janikowie,  w kierunku północ-południe.

## Przebieg
Ulica biegnie z Centrum na południe, w kierunku Dworca PKP oraz tras do Mogilna i Inowrocławia.

## Otoczenie
Przy ulicy znajdują się m.in.:
- Poczta Główna (Urząd Pocztowy Janikowo 1)
- Bank Zachodni WBK